# Amakusa
Amakusa (天草市?, Amakusa-shi, letteralmente "prato del cielo") è una città giapponese della prefettura di Kumamoto.